# Köten
Köten (in russo Котян?, Kotyan; in ungherese Kötöny; in arabo Kutan‎?; Cumania, ... – Pest, 17 marzo 1241) fu un capotribù cumano-kipčako (khan) e comandante militare attivo nella metà del XIII secolo.
Strinse un'importante alleanza con la Rus' di Kiev contro i mongoli, ma fu infine sconfitto da loro nella battaglia del fiume Kalka nel 1223. Dopo la vittoria mongola, Köten guidò 40 000 «capanne» in Ungheria, dove divenne alleato del re magiaro. Pur avendo accettato di convertirsi al cattolicesimo, fu comunque assassinato dalla nobiltà ungherese dopo che la convivenza reciproca tra i due popoli si rivelò estremamente difficile.

## Nome e fonti
Il nome di Köten, noto come «Kötöny» in ungherese e «Kotjan» (o «Kotyan») in russo, viene riportato in forme assai disparate: «Kutan» (in arabo), «Kuthen», «Kuthens», «Koteny» e «Kuethan». Negli annali russi il suo nome è reso come Котян Сутоевич (trasl. Kotjan Sutoevič). In uno statuto di Béla IV d'Ungheria, viene menzionato un comandante cumano chiamato «Zeyhan» o «Seyhan», personaggio il quale si presume corrispondesse a Köten. Akhmetova et al. hanno collegato il suo nome personale «Köten» al nome tribale kipchak occidentale «Kotan». Köten compare in varie opere e cronache contemporanee, tra cui gli annali russi, la Carmen miserabile di Ruggero di Puglia, la continuazione degli Annali di Heiligenkreuz (Continuatio Sancrucensis), la cronaca di Alberico delle Tre Fontane e varie opere musulmane.
Una fonte araba – Al-Nuwayri – definisce il suo popolo di etnia kipčaka; «Kutan» è menzionato come appartenente alla tribù «Durut» dei kipčaki. Secondo Pritsak, «Durut» corrispondeva alla tribù cumana dei Terter. Come narrano gli annali russi antichi, suo fratello era Somogur (Сомогоуръ), entrambi appartenevano alla tribù «Sutoevič», secondo la fonte. La storica sovietica Svetlana Pletnijova ha sostenuto che quest'informazione si riferisse al nome del loro padre. Secondo Timothy May, Köten era uno dei khan dei kipčaki. István Vásáry lo ha ritenuto un uomo cumano. Peter Benjamin Golden ha sottolineato che «Köten» fosse anche il nome della tribù. In entrambi i casi, i due popoli facevano parte della confederazione cumano-kipčaka, nota come Cumania in latino, Desht-i Qipchaq nelle fonti islamiche (dal turco) e Polovezia in slavo orientale. Alcune fonti hanno ipotizzato che i cumani e i kipčaki corrispondessero ai nomi occidentali e orientali del medesimo popolo.

## Biografia

### Galizia

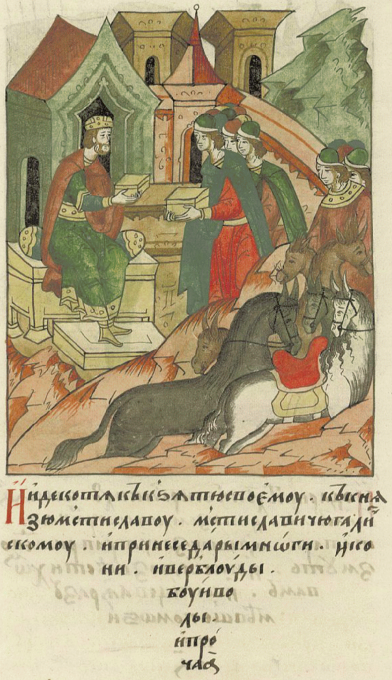
Köten elargisce dei doni a Mstislav Mstislavič in una miniatura tratta dalla Cronaca illustrata di Ivan il Terribile del XVI secolo

Stando ad alcune teorie, suo padre era Könchek, che rivoluzionò il vecchio assetto di governo cumano e sovvertì la precedente tradizione secondo cui il potere spettava al capo tribale più anziano. Contravvenendo a tale prassi, Könchek lo cedette infatti a suo figlio Köten. Quest'ultimo, assieme a suo fratello Somogur, vengono menzionati per la prima volta negli annali russi nel 1202 (malgrado l'episodio a cui si riferiscano risalga al 1205), quando sostennero Rurik Rostislavič nella guerra contro Romano Mstislavič e si scontrarono anche con le truppe ungheresi. In seguito, Köten rimase alleato di Mstislav Mstislavič, detto l'Audace, che sognava di ritornare sul trono di Galizia nel 1219 e che sposò una delle figlie di Köten prima del 1223. Köten strinse un'alleanza con i principi della Rus' di Kiev contro i mongoli (chiamati anche tatari) dopo essere stato da loro scacciato nel 1222, offrendo «numerosi doni: cavalli, cammelli, bufali e cortigiane. [Poi] disse quanto segue: "Oggi i mongoli ci hanno portato via la terra e domani verranno a sottrarre la vostra"». L'appello dei cumani, tuttavia, rimase inascoltato per quasi un anno, poiché i rus' avevano sofferto per decenni le loro incursioni. La confederazione cumana-kipčaka sotto il comando di Köten e un esercito russo di 80 000 uomini sotto il comando del genero Mstislav l'Audace presero parte alla battaglia del fiume Kalka contro un contingente mongolo comandato da Jebe e Subedei. L'esercito rus'-cumano fu sbaragliato e dovette ritirarsi il 31 maggio 1223. Köten scampò per miracolo alla mattanza, mentre altri comandanti cumani furono uccisi.
Dopo la schermaglia, alcuni storici – Joseph von Hammer-Purgstall, István Gyárfás, Josef Markwart – hanno sostenuto che Köten e i cumani al suo seguito si stabilirono nella regione del Volga meridionale, vivendo lì sino alla loro espulsione alla fine degli anni Trenta del Duecento. Al contrario, secondo fonti russe antiche, Köten e il suo popolo si erano stanziati a ovest del fiume Dnepr. Pletniova ha creduto che Köten e i suoi cumani vivessero tra due corsi d'acqua, lo Dnepr e il Don, prima della battaglia del fiume Kalka. Köten continuò a sostenere le campagne di Mstislav fino alla sua morte, avvenuta nel 1228. sembra confermarlo una testimonianza risalente al 1226, secondo cui un boiardo di nome Žiroslav minacciò coloro che avessero disobbedito a Mstislav che li avrebbe consegnati al suocero Köten, il quale avrebbe destinato loro un destino crudele. Dopo la morte di Mstislav, Köten appoggiò la rivendicazione di Michele di Černihiv contro Danilo di Galizia, salvo poi giurare fedeltà a quest'ultimo nel 1229. I cumani al suo seguito e il principe di Galizia combatterono congiuntamente contro l'Ungheria in quell'anno (o nel 1230); i magiari, comandati dal duca Béla, erano supportati dal capotribù battezzato Bortz. Köten e i suoi soldati furono coinvolti anche nella campagna di Danilo contro Andrea d'Ungheria, principe di Galizia, nel 1233.
All'inizio della primavera del 1237, i mongoli attaccarono i cumano-kipčaki. Alcuni di loro si arresero e le terre da loro abitate preservarono delle caratteristiche identitarie anche al momento dell'arrivo dei mongoli, tanto che in quelle regioni sopravvisse per identificarle l'espressione «khanato kipčako». Il capo kipchak Bačman fu catturato nel 1236-1237 sulle rive del Volga da Möngke e poi giustiziato. Secondo Rashid al-Din Hamadani, Berke condusse una terza campagna nell'autunno del 1238 che inflisse la sconfitta definitiva ai cumano-kipčaki. Le cronache affermano che fu Batu Khan a sconfiggere Köten nelle steppe di Astrachan'. Mentre molti cumani giurarono fedeltà ai nuovi signori, altri preferirono fuggire verso la penisola balcanica. Anche Köten rifiutò di sottomettersi al dominio mongolo e guidò 40 000 «capanne» (famiglie, circa 70 000-80 000 persone) in Ungheria, domandando asilo. Le spedizioni mongole stravolsero l'assetto gerarchico precedentemente sussistente e fecerò sì che Köten divenne il khan supremo dei Cumani nel 1239, come azzardato dallo storico György Györffy. In precedenza, Köten era il secondo o terzo per importanza tra i principali capi cumani, dopo Jurij Končakovič (figlio di Könchek) e Danyiil Kobjaković (figlio di Kobiak o Kobek).

### Ungheria
(Ruggero di Puglia, Carmen miserabile super destructione regni Hungariae per Tartaros)
Dopo essere tornato dalla Magna Hungaria nel 1236, Frate Giuliano informò re Béla IV d'Ungheria delle manovre dei mongoli, che nel frattempo avevano raggiunto il fiume Volga e stavano progettando di eseguire un'invasione dell'Europa. Negli anni successivi, i mongoli invasero la Cumania (Desht-i Qipchaq), ovvero le regioni più occidentali della steppa eurasiatica, e misero in fuga i cumani. In fuga dai Mongoli, almeno 40 000 uomini sotto la guida di Köten si avvicinarono ai confini orientali del regno d'Ungheria e ne chiesero l'ingresso nel 1239. Köten era disposto a riconoscere la supremazia del re e si sottomise alla corona, sebbene in precedenza fosse «pari a lui» per grado, come sottolinea Ruggero di Puglia. Béla inviò i suoi emissari, alcuni frati dell'ordine domenicano. Il monarca acconsentì a dare loro rifugio solo dopo che Köten promise di convertirsi insieme al suo popolo al cristianesimo e di combattere contro l'avanzata dei mongoli. Köten accettò le condizioni e Béla IV, che con il suo seguito si recò al confine per accoglierlo, concesse asilo ai rifugiati cumani. Questo evento si verificò più verosimilmente nella Pasqua del 1239 (27 marzo), mentre Gyula Pauler ha ritenuto che l'arrivo dei cumani fosse avvenuto nell'autunno del 1239. Contrariamente alla narrazione di Ruggero di Puglia, la cronaca di Alberico delle Tre Fontane afferma che Köten giunse in Ungheria dopo essere stato catturato dai magiari in battaglia, travestito da mongolo.

L'arrivo dei cumani in Ungheria nel 1239 come raffigurato dalla Chronica Picta del XIV secolo

In conformità al suo giuramento, Köten si convertì al cattolicesimo, ricevendo il battesimo dal monarca ungherese in persona nel 1239. Altri capi cumani furono battezzati da membri dell'aristocrazia locale e in seguito contrassero dei matrimoni con nobildonne ungheresi. Tuttavia, la decisione del re di concedere asilo ai cumani causò tensioni sociali, economiche e politiche, e l'insediamento di masse di nomadi nelle pianure lungo il fiume Tibisco innescò numerosi conflitti tra loro e gli abitanti dei villaggi locali. Béla, che necessitava del supporto militare dei cumani, raramente li puniva per le loro rapine, gli stupri e altri misfatti. I sudditi del monarca ungherese pensavano che non fosse imparziale nei confronti dei cumani, facendo emergere «un'inimicizia tra il popolo e il re», secondo quanto riportato da Ruggero di Puglia.
Dopo un lungo assedio e feroci combattimenti all'interno della città, Kiev cadde il 6 dicembre 1240 e fu in gran parte distrutta. I mongoli, in fase di avanzata, raggiunsero il confine ungherese poco dopo e si radunarono nelle terre a ridosso tra Ungheria e Polonia sotto il comando di Batu Khan nel dicembre del 1240. Subito chiesero a Béla di sottomettersi al loro gran khan, Ögödei, ma Béla si rifiutò di cedere. Re Béla si propose quindi di difendere in prima linea i Carpazi, dopodiché tornò a Buda e convocò un consiglio di guerra, ordinando di compattarsi contro i mongoli. Tuttavia, accadde il contrario, poiché molti baroni erano ostili e diffidenti verso i cumani. I nobili ungheresi notarono la presenza di cumani negli eserciti mongoli, ma non si resero conto che ciò era dovuto al fatto che erano stati arruolati e non avevano voce in capitolo. In particolare, gli aristocratici non si fidavano di Köten, ricordando la sua precedente alleanza con i «rus'» e le sue lotte contro i magiari. Inoltre, accusavano i cumani di aver agito come «strumento» dei mongoli per conoscere le condizioni del paese, apprenderne la lingua e, una volta informati del loro arrivo, iniziare la lotta contro gli ungheresi, in modo da poter impossessarsi del passo di Verecke (o "Porta Russa", il moderno passo di Veretskji, in Ucraina) più agevolmente, stando a Ruggero di Puglia, nonostante i mongoli avessero attaccato il popolo di Köten per quasi un ventennio. Questo caos rese la posizione Béla IV particolarmente instabile; sentendo il bisogno di dimostrare la sua forza e di creare un maggiore affiatamento con i nobili ribelli, ordinò che Köten e la sua famiglia, insieme ad altri capi, fossero confinati.
Gli invasori sfondarono le barricate erette al passo di Verecke il 12 marzo 1241. Il duca Federico II di Babenberg, giunto per aiutare Béla contro gli invasori, respinse un piccolo contingente mongolo nei pressi di Pest e catturò diversi prigionieri, tra cui dei cumani delle steppe eurasiatiche che erano stati forzati ad unirsi ai mongoli. Quando i cittadini di Pest si resero conto della presenza cumana nell'esercito invasore, si diffuse un'isteria di massa. Gli abitanti accusarono Köten e i cumani suoi sudditi di collaborare con il nemico. Scoppiò una rivolta e la folla, guidata da alcuni nobili, massacrò Köten e il suo seguito il 17 marzo 1241. La Continuatio Sancrucensis afferma che Köten, per timore di linciaggi, uccise la sua famiglia e si suicidò prima della loro cattura. Gli ungheresi giunti sul posto tagliarono loro la testa e le gettarono per strada davanti alla casa, in un atto di brutalità che ebbe conseguenze disastrose. Venuti a conoscenza della sorte di Köten, i suoi cumani decisero di lasciare l'Ungheria e distrussero molti villaggi lungo la strada verso i Balcani. Un esercito magiaro, guidato dal vescovo Bulcsú Lád e da Nicola Szák, che intendeva unirsi all'esercito reale nella campagna contro i Mongoli, si imbatté in alcune bande di razziatori nell'Ungheria centrale e fu annientato. In seguito, i cumani lasciarono l'Ungheria alla volta del Secondo Impero bulgaro. Con l'addio dei cumani, Béla perse i suoi alleati più preziosi e ciò forse incise nella grossa disfatta riportata nella battaglia di Mohi sul fiume Sajó l'11 aprile 1241.

## Discendenza
Da Köten e dalla sua consorte (o da più donne) discesero diverse figlie:
- Maria: moglie di Mstislav Mstislavič, il quale lottò a lungo contro gli ungheresi e divenne sovrano del principato di Galizia-Volinia;
- Una figlia che sposò Narjot III de Toucy (-1241). Divenne suora dopo la sua morte;
- Elisabetta la Cumana: sposò Stefano V d'Ungheria, re d'Ungheria;
- Una figlia dal nome ignoto, sposa del nobile ungherese Gregorio Monoszló.

|         |         |         |         |         |         |  |  | Köten   |         |         |         |         |         |  |  |                                           |                                           |                                           |                                           |                                           |                                           |  |  |                                            |                                            |                                            |                                            |                                            |                                            |  |  |                           |                           |                           |                           |                           |                           |
|         |         |         |         |         |         |  |  |         |         |         |         |         |         |  |  |                                           |                                           |                                           |                                           |                                           |                                           |  |  |                                            |                                            |                                            |                                            |                                            |                                            |  |  |                           |                           |                           |                           |                           |                           |
|         |         |         |         |         |         |  |  |         |         |         |         |         |         |  |  |                                           |                                           |                                           |                                           |                                           |                                           |  |  |                                            |                                            |                                            |                                            |                                            |                                            |  |  |                           |                           |                           |                           |                           |                           |
| Daniele | Daniele | Daniele | Daniele | Daniele | Daniele |  |  | Giorgio | Giorgio | Giorgio | Giorgio | Giorgio | Giorgio |  |  | Elisabetta la Cumana Stefano V d'Ungheria | Elisabetta la Cumana Stefano V d'Ungheria | Elisabetta la Cumana Stefano V d'Ungheria | Elisabetta la Cumana Stefano V d'Ungheria | Elisabetta la Cumana Stefano V d'Ungheria | Elisabetta la Cumana Stefano V d'Ungheria |  |  | Figlia dal nome ignoto Narjot III de Toucy | Figlia dal nome ignoto Narjot III de Toucy | Figlia dal nome ignoto Narjot III de Toucy | Figlia dal nome ignoto Narjot III de Toucy | Figlia dal nome ignoto Narjot III de Toucy | Figlia dal nome ignoto Narjot III de Toucy |  |  | Maria Mstislav Mstislavič | Maria Mstislav Mstislavič | Maria Mstislav Mstislavič | Maria Mstislav Mstislavič | Maria Mstislav Mstislavič | Maria Mstislav Mstislavič |
| Daniele | Daniele | Daniele | Daniele | Daniele | Daniele |  |  | Giorgio | Giorgio | Giorgio | Giorgio | Giorgio | Giorgio |  |  | Elisabetta la Cumana Stefano V d'Ungheria | Elisabetta la Cumana Stefano V d'Ungheria | Elisabetta la Cumana Stefano V d'Ungheria | Elisabetta la Cumana Stefano V d'Ungheria | Elisabetta la Cumana Stefano V d'Ungheria | Elisabetta la Cumana Stefano V d'Ungheria |  |  | Figlia dal nome ignoto Narjot III de Toucy | Figlia dal nome ignoto Narjot III de Toucy | Figlia dal nome ignoto Narjot III de Toucy | Figlia dal nome ignoto Narjot III de Toucy | Figlia dal nome ignoto Narjot III de Toucy | Figlia dal nome ignoto Narjot III de Toucy |  |  | Maria Mstislav Mstislavič | Maria Mstislav Mstislavič | Maria Mstislav Mstislavič | Maria Mstislav Mstislavič | Maria Mstislav Mstislavič | Maria Mstislav Mstislavič |

## Rilevanza storica
Le orde cumano-kipčake, infuriate per quanto accaduto, cominciarono a saccheggiare le campagne e si mossero verso meridione, dopodiché attraversarono il Danubio e raggiunsero la Sirmia (chiamata «Marchia» da Ruggero). Si ipotizza che dalla famiglia di Köten, i cui eredi partirono assieme ai propri conterranei in Bulgaria, discendesse la dinastia Terter, la quale alla fine governò la Bulgaria.
In seguito all'invasione mongola, Béla IV invitò i cumani, che avevano lasciato l'Ungheria nel 1241, a tornare e a stabilirsi nelle pianure lungo il fiume Tibisco. Organizzò persino il fidanzamento del suo primogenito, Stefano, incoronato re minore (rex iunior) nel 1246 o prima, con Elisabetta, figlia di un capo cumano. Secondo alcuni studiosi, il padre di Elisabetta era il defunto Köten. In questo contesto, egli era il nonno di re Ladislao IV d'Ungheria (anche detto "Ladislao il Cumano"). Tuttavia, un documento del suocero di lei, Béla IV, menziona un certo Seyhan, un capo cumano, come suo parente, circostanza la quale implica che Seyhan fosse il padre di Elisabetta. Seyhan era probabilmente il capo cumano che Béla aveva invitato a stabilirsi nelle pianure lungo il fiume Tibisco intorno al 1246.

## Nella cultura di massa
Il videogioco Age of Empires II: Definitive Edition contiene una campagna di cinque capitoli intitolata "Kotyan Khan", che inizia con il suo raduno di quanto sopravvissuto della confederazione cumano-kipčaka e si conclude con l'arrivo dei Cumani in Bulgaria e il loro successivo ritorno in Ungheria.